# Hockey World League
L'Hockey World League è stata una competizione internazionale di hockey su prato, organizzata dall'International Hockey Federation. La prima edizione è stata organizzata nel biennio 2012-2014. Il torneo era valido come qualificazione per la Coppa del Mondo e per i Giochi olimpici. A partire dal 2017 è stata sostituita dalla FIH Pro League.

## Formato
La Hockey World League iniziava negli anni pari e prevedeva una serie di quattro fasi che coprono un intero biennio.
- Nella prima fase si giocavano dei gironi eliminatori all'italiana su base locale, per minimizzare le spese di trasporto. Il numero di gironi, squadre partecipanti e qualificate variava in base al numero delle iscrizioni. Le squadre classificate tra le prime 16 del ranking mondiale erano esentate dalla prima fase.
- La seconda fase prevedeva 4 gironi di 6 squadre. Le squadre classificate tra le prime 8 del ranking mondiale erano esentate dalla seconda fase.
- La terza fase prevedeva 2 tornei da 8 squadre: ogni torneo era diviso in due gironi di 4, seguiti da incontri di classificazione.
- La fase finale prevedeva un torneo da 8 squadre, con la stessa formula della terza fase.

### Qualificazioni
Ogni paese membro dell'International Hockey Federation poteva iscrivere la propria nazionale. Il termine per le iscrizioni scadeva circa 12 mesi prima dell'inizio del torneo.

## Edizioni

### Maschile
| 2012-2014 | India | Paesi Bassi | 7 - 2 | Nuova Zelanda | Inghilterra | 2 - 1             | Australia   |
| 2014-2015 | India | Australia   | 2 - 1 | Belgio        | India       | 5 - 5 (3 - 2 dso) | Paesi Bassi |
| 2016-2017 | India | Australia   | 2 - 1 | Argentina     | India       | 2 - 1             | Germania    |

### Femminile
| 2012-2014 | Argentina     | Paesi Bassi | 5 - 1 | Australia     | Inghilterra   | 1 - 1 (4 - 2 dso) | Argentina   |
| 2014-2015 | Argentina     | Argentina   | 5 - 1 | Nuova Zelanda | Germania      | 6 - 2             | Cina        |
| 2016-2017 | Nuova Zelanda | Paesi Bassi | 3 - 0 | Nuova Zelanda | Corea del Sud | 1 - 0             | Inghilterra |

## Medagliere

### Maschile
| Pos. | Paese         | Oro | Argento | Bronzo | Totale |
| ---- | ------------- | --- | ------- | ------ | ------ |
| 1    | Australia     | 2   | 0       | 0      | 2      |
| 1    | Paesi Bassi   | 1   | 0       | 0      | 1      |
| 3    | Argentina     | 0   | 1       | 0      | 1      |
| 3    | Belgio        | 0   | 1       | 0      | 1      |
| 3    | Nuova Zelanda | 0   | 1       | 0      | 1      |
| 6    | India         | 0   | 0       | 2      | 2      |
| 7    | Inghilterra   | 0   | 0       | 1      | 1      |

### Femminile
| Pos. | Paese         | Oro | Argento | Bronzo | Totale |
| ---- | ------------- | --- | ------- | ------ | ------ |
| 1    | Paesi Bassi   | 2   | 0       | 0      | 2      |
| 2    | Argentina     | 1   | 0       | 0      | 1      |
| 3    | Nuova Zelanda | 0   | 2       | 0      | 1      |
| 4    | Australia     | 0   | 1       | 0      | 1      |
| 5    | Inghilterra   | 0   | 0       | 1      | 1      |
| 5    | Germania      | 0   | 0       | 1      | 1      |
| 5    | Corea del Sud | 0   | 0       | 1      | 1      |